# 卡尔皮 (印度)
卡尔皮（Kalpi），是印度北方邦Jalaun县的一个城镇。总人口42858（2001年）。

## 人口
该地2001年总人口42858人，其中男性22899人，女性19959人；0—6岁人口6105人，其中男3210人，女2895人；识字率57.31%，其中男性为65.09%，女性为48.38%。